# Wincenty Kwieciński (ur. 1882)
Wincenty Kwieciński (ur. 5 listopada 1882 w Warszawie) – podpułkownik dyplomowany piechoty Wojska Polskiego, działacz niepodległościowy.

## Życiorys
Urodził się 5 listopada 1882 w Warszawie.
Wziął udział w wojnie z bolszewikami. 15 lipca 1920 został zatwierdzony z dniem 1 kwietnia 1920 w stopniu majora, w piechocie, w grupie oficerów byłej armii gen. Hallera. Pełnił wówczas służbę w Dowództwie 1 Armii. Następnie pełnił służbę w Dowództwie Grupy Operacyjnej „Południowej” generała Franciszka Latinika na stanowisku szefa Oddziału V. Od czerwca do września 1921 był dowódcą 20 batalionu celnego w Chojnicach, a jego oddziałem macierzystym był 63 pułk piechoty. W tym czasie przysługiwał mu, obok stopnia wojskowego, tytuł „przydzielony do Sztabu Generalnego”.
3 maja 1922 został zweryfikowany w stopniu majora ze starszeństwem od 1 czerwca 1919 i 39. lokatą w korpusie oficerów piechoty. W latach 1922–1923 był słuchaczem II Kursu Doszkolenia Wyższej Szkoły Wojennej w Warszawie. W czasie nauki pozostawał oficerem nadetatowym 83 pułku piechoty w Kobryniu. Z dniem 15 października 1923, po ukończeniu kursu i otrzymaniu dyplomu naukowego oficera Sztabu Generalnego, przydzielony został do Wyższej Szkoły Wojennej w charakterze asystenta. 31 marca 1924 prezydent RP nadał mu stopień podpułkownika ze starszeństwem z dnia 1 lipca 1923 i 27. lokatą w korpusie oficerów piechoty. W październiku 1924 został przeniesiony do 19 pułku piechoty we Lwowie na stanowisko zastępcy dowódcy pułku. W październiku 1925 został przydzielony z 19 pp do Oddziału IV Sztabu Generalnego w Warszawie na stanowisko wojskowego komisarza lotniczego. 23 grudnia 1927 został przeniesiony do kadry oficerów piechoty z pozostawieniem na dotychczas zajmowanym stanowisku w Oddziale IV SG.. Z dniem 30 listopada 1930 został przeniesiony w stan spoczynku. W 1934, jako oficer stanu spoczynku pozostawał w ewidencji Powiatowej Komendy Uzupełnień Warszawa Miasto III. Posiadał przydział do Oficerskiej Kadry Okręgowej Nr I. Był wówczas „przewidziany do użycia w czasie wojny”. W 1943 przebywał w Kanadzie.

## Ordery i odznaczenia
- Krzyż Walecznych – 1921 „w zamian za otrzymaną wstążeczkę biało-amarantową b. armii gen. Hallera”[22][23]
- Medal Niepodległości – 17 września 1932 „za pracę w dziele odzyskania niepodległości”[24][25][26]
- Medal Zwycięstwa – 12 grudnia 1921[27]

rosyjskie
- Order Świętego Stanisława 2 stopnia z mieczami – 4 grudnia 1915[3]
- Order Świętej Anny 3 stopnia – 22 marca 1915[3]
- Order Świętego Stanisława 3 stopnia – 1912[3]